# Pozuelos (Venezuela)
Pour les articles homonymes, voir Pozuelos.
Pozuelos, ou barrio Pozuelos, est la capitale de la paroisse civile de Pozuelos de la municipalité de Juan Antonio Sotillo dans l'État d'Anzoátegui au Venezuela.
Selon un recensement, la ville compte une population de 160 000 habitants.